# SIL International
SIL International är en global icke vinstinriktad evangelikal kristen organisation vars huvudsakliga syfte är att studera, utveckla och dokumentera mindre kända språk för att utöka språkvetenskaplig kunskap, främja läs- och skrivkunnighet och stödja minoritetsspråks utveckling. 
SIL International är systerorganisation till Wycliffe Bible Translators, en organisation som syftar till att översätta Bibeln till minoritetsspråk. SIL tillgängliggör en databas över sin forskning om världens språk, Ethnologue. SIL har över 6 000 medlemmar från över 50 länder. Dess högkvarter ligger i södra delen av Dallas, Texas.

## Historia
SIL International, ursprungligen Summer Institute of Linguistics, började som en liten sommarkurs i Arkansas 1934 för att lära ut grundläggande språkvetenskap och antropologiska principer samt översättningsprinciper till missionärer inom vad som kom att bli Wycliffe Bible Translators. Grundare var William Cameron Townsend (1896-1982), en före detta missionär till Guatemala för Disciples of Christ. 
Från 1950-talet till 1987 hölls SIL:s undervisning vid University of Oklahoma i Norman. Avtalet mellan universitetet och SIL avslutades 1987 efter en kontrovers om SIL:s inblandning i missionsverksamhet och dess relationer med latinamerikanska regeringar. SIL:s undervisning hålls nu på många ställen i världen. 
En av studenterna vid det första sommarinstituet 1934 var Kenneth L. Pike (1912–2000), som kom att bli den mest framträdande personen i SIL:s historia. Han var ordförande för SIL från 1942 till 1979 och sedan ordförande emeritus till sin död 2000. Han arbetade vid University of Michigan under många år. SIL:s nuvarande ordförande är Carolyn P. Miller, som tillträdde 1999 och deltar i lingvistikprogrammet vid Houghton College.

## Bidrag
SIL:s arbete har lett till över 20 000 tekniska publikationer, vilka alla finns listade i SIL:s bibliografi. De flesta av dessa avspeglar lingvistiskt fältarbete.
SIL:s filosofi är att "inget språk är obetydligt." SIL har särskilt inriktat sig på att medverka till att dokumentera de mindre kända språken i världen, däribland hotade språk. SIL strävar efter att sprida båda data och analysresultat för att medverka till allmän kunskap om språk. 
En annan inriktning är alfabetiseringsarbete, särskilt på inhemska språk. SIL hjälper lokala, regionala och nationella organ som utvecklar formell och informell utbildning på talade språk. 
SIL bidrar också med lärare och läromedel till lingvistikutbildningar i olika delar av världen. Det internationella kulturmuseet International Museum of Culture  i Dallas har anknytning till SIL. 

### Internationellt erkännande
SIL innehar formell rådgivande ställning till Unesco och FN, samt status som NGO i många länder.

## Ethnologue och SIL-koden
Ethnologue, den mest fullständiga vägledningen till världens språk, publiceras av SIL. Den tilldelar språken trebokstavskoder, som i stor utsträckning används av andra språkforskare. Den 15:e upplagan av Ethnologue publicerades 2005 och använder i allmänhet standarden ISO 639-3.

## Kontroverser

### Inblandning med amerikanska bolag
SIL har anklagats för inblandning i att flytta inhemska folkgrupper i Sydamerika från deras ursprungsområden för att ge plats åt exploatering av nordamerikanska och europeiska oljebolag. Det mest kända exemplet är fallet med huaoranifolket i Ecuador, som ledde till många dödsfall och flyttning av folket till reservat som kontrollerades av missionärerna.
Det har hävdats att SIL från början finansierades av kaffeföretag i Guatemala och senare av Rockefeller, Standard Oil, skogsbolaget Weyerhauser och USAID. På 1980-talet kastades SIL ut ur Brasilien, Ecuador, Mexiko och Panama, och dess verksamhet begränsades i Colombia och Peru. 
John Perkins har framfört kritik mot SIL:s verksamhet i sin bok Confessions of an Economic Hit Man. Kritiken har besvarats av SIL på dess webbplats.
Enligt SIL:s årsberättelse består dess tillgångar idag av donationer från individer, kyrkor och andra organisationer, som vidarebefordras till SIL genom Wycliffe Bible Translators.